# Dolina Bet ha-Kerem
Dolina Bet ha-Kerem (hebr. בקעת בית הכרם, Bik'at Bejt ha-Kerem) – dolina położona na granicy Górnej Galilei i Dolnej Galilei w północnym Izraelu.

## Geografia
Dolina Bet ha-Kerem jest położona na północnej krawędzi Dolnej Galilei. Wyznacza ona granicę między Dolną a Górną Galileą. Dolina ma wydłużony kształt, zorientowany z zachodu na wschód i lekko wygięty w swojej środkowej części kierunku północnym. Jej długość wynosi około 15 km (łącznie z Doliną Chananja, która jest jej wydłużeniem w kierunku wschodnim), a szerokość dochodzi w najszerszym miejscu do 5 km. Dolina jest otoczona ze wszystkich stron przez wzgórza, jedynie jest otwarta po stronie wschodniej, gdzie Dolina Chananja opada w depresję Rowu Jordanu na północ od jeziora Tyberiadzkiego. Dolina jest zamknięta od północy przez góry Matlul Curim (wysokość dochodzi do 769 m n.p.m.). W miejscu tym różnica wysokości między dnem a krawędzią doliny dochodzi do 500 metrów. Pas górski Matlul Curim przechodzi w kierunku wschodnim w góry Har Szezor (886 m n.p.m.) i Har Hod (804 m n.p.m.), a następnie w masyw góry Meron (1208 m n.p.m.). Po stronie zachodniej dolina zwęża się i kończy wzgórzami Har Gamal (324 m n.p.m.) i Har Gillon (367 m n.p.m.). Południowa krawędź doliny jest dużo niższa od północnej. Znajdują się tutaj wzgórza Giwat Makosz (319 m n.p.m.), Giwat Cuf (347 m n.p.m.) i masyw góry Kamon (598 m n.p.m.). Na południe od nich znajduje się Dolina Sachnin.
W dolinie znajduje się miasto Karmiel, a także miejscowości Rama, Sadżur, Nachf, Dejr al-Asad, Bina i Madżd al-Krum, oraz moszaw Szezor (należący do Samorządu Regionu Merom ha-Galil). Administracyjne dolina jest położona w Poddystrykcie Akki, w Dystrykcie Północnym.

## Środowisko naturalne
Dno doliny jest stosunkowo płaskie, urozmaicone niewielkimi pagórkami. Teren opada w kierunku zachodnim, i należy do zlewni strumienia Chilazon. Spływają do niego z doliny dwa strumienie: Szezor i SzaGor. Z położonych na północy gór spływają strumienie Rama i Talil. Dno doliny jest mocno zurbanizowane, o niskim udziale terenów wolnych i rolniczych.

## Transport
Przez środek doliny przebiega droga ekspresowa nr 85, którą jadąc na zachód dojeżdża się do położonego na równinie przybrzeżnej miasta Akka, lub jadąc na wschód do Rowu Jordanu i skrzyżowania z drogą nr 90. W kierunku południowym z doliny wychodzą drogi nr 784 i 804, a w kierunku północnym drogi nr 854 i 864.

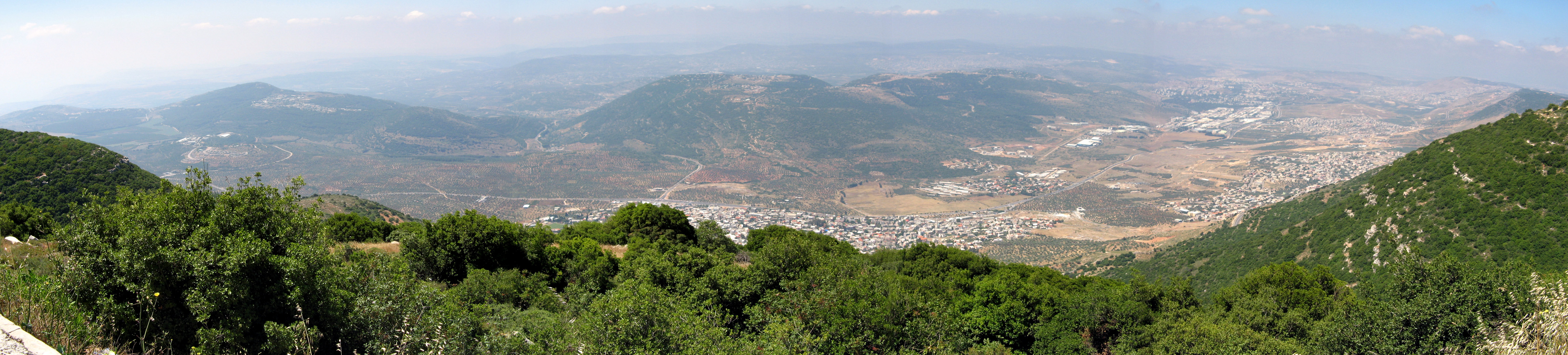
Widok Doliny Bet ha-Kerem z góry Har Ari